# Hashimura Kazuhiro
Kazuhiro Hashimura (sinh ngày 17 tháng 5 năm 1967) là một cầu thủ bóng đá người Nhật Bản.

## Sự nghiệp câu lạc bộ
Kazuhiro Hashimura đã từng chơi cho Gamba Osaka.